# يوزاف يانكو
يوزاف يانكو (بالألمانية: Josef Janko)‏ (و. 1905 – 2001 م) هو سياسي، ومحامي ألماني، ولد في بانات، كان عضوًا في شوتزشتافل، توفي عن عمر يناهز 96 عاماً.